# Musée départemental de Préhistoire d'Île-de-France
 (septembre 2020).
Si vous disposez d'ouvrages ou d'articles de référence ou si vous connaissez des sites web de qualité traitant du thème abordé ici, merci de compléter l'article en donnant les références utiles à sa vérifiabilité et en les liant à la section « Notes et références ».
Le musée départemental de Préhistoire d’Ile-de-France, situé à Nemours, en Seine-et-Marne, est un musée départemental à vocation régionale. Il présente la Préhistoire du Bassin parisien, des premiers vestiges attestant de la présence de l’Homme, il y a plus de 500 000 ans, à la fin de la période gauloise, dans le dernier quart du Ier siècle av. J.-C.

## Présentation générale
Adossé à la pente naturelle du terrain, le musée est installé dans un sous-bois aux essences variées (pins, chênes, bouleaux, charmes, noisetiers, acacias, etc.) et parsemé de chaos de grès. Ce site naturel pittoresque appartient à la forêt de Nemours-Poligny, qui est elle-même une extension sud de la forêt de Fontainebleau.
Le parcours du musée est chronologique. Les salles, distribuées autour de patios-jardins présentant la flore des différentes périodes de la Préhistoire, sont largement ouvertes vers l’extérieur par de grandes baies vitrées. Des grands moulages de sols (des sites préhistoriques de Pincevent et d’Étiolles) permettent l’évocation du travail de fouille et offrent l’occasion de montrer les vestiges archéologiques tels qu’ils apparaissent lorsque les archéologues les découvrent. Le parcours s’achève par la présentation d’une grande pirogue monoxyle d’époque carolingienne, découverte dans un ancien chenal de la Seine à Noyen-sur-Seine (Seine-et-Marne).
Le musée de Préhistoire d’Ile-de-France propose une offre modulable en fonction du public concerné, groupes scolaires ou d’adultes, visites individuelles, personnes en situation de handicap, etc.

## Architecture
Achevé en 1980, le bâtiment en béton brut de décoffrage et verre est l’œuvre de l’architecte et urbaniste Roland Simounet. Ce musée est considéré par les spécialistes de l’architecture comme l’œuvre la plus aboutie de Roland Simounet[réf. nécessaire]. Le bâtiment est inscrit à l’Inventaire supplémentaire des monuments historiques (ISMH) depuis octobre 2002, et le ministère de la Culture et de la Communication lui a décerné le label « Patrimoine du XXe siècle ».
L’insertion dans la forêt est l’obsession permanente de Simounet, dès qu’il découvre le site. Il fait d’abord réaliser un relevé topographique complet où figurent les arbres et les rochers. Il implante son bâtiment en fonction de ce plan, afin d’affecter l’existant le moins possible. Simounet adopte le béton brut de décoffrage, dans une sorte de mimétisme avec les rochers de grès environnants. Peu à peu, les années aidant, cette imitation de la nature irait en s’accentuant, le béton se patinant et se recouvrant de végétation comme les grès millénaires du parc. L’architecte travaille aussi savamment les élévations et les surfaces ; d’élégantes et graciles modénatures viennent scander les façades et s’élancent en direction des grands pins du sous-bois, les traces des nœuds des planches des coffrages sont conservées imprimant au béton une allure sylvestre. L’architecture se fait arbre, mais la forêt doit aussi entrer dans le musée. Dans l’esprit des préhistoriens, ce sous-bois clair que la lumière du jour transperce de tous côtés évoque les paysages de la fin de la Préhistoire dans la région. Le sous-bois devra donc dialoguer avec les objets du musée. Pour cela, Simounet crée des ouvertures qui permettent la fuite vers l’extérieur, quel que soit l'endroit du parcours où l’on se trouve, quelle que soit la direction empruntée par le regard. À l’intérieur, comme dans le sous-bois, la lumière naturelle rentre de toutes parts : par les grandes baies, par les patios-jardins et par les sheds du toit.
Le programme architectural, voulu par Simounet et qui a remporté le concours lancé par le département de Seine-et-Marne en 1974, était néanmoins fortement guidé par les exigences de la commande. Le projet scientifique qui fut livré à l’architecte par le maitre d’ouvrage était extrêmement précis, imposant des contraintes lourdes et réduisant fortement la liberté de création.

## Muséographie
Ce projet scientifique a été rédigé par Michel Brézillon, alors directeur des Antiquités Préhistoriques d’Ile-de-France, et par Jean-Bernard Roy qui allait devenir le conservateur de ce musée et le rester pendant une génération. Dans cette œuvre de préfiguration du musée, André Leroi-Gourhan et Georges-Henri Rivière vinrent leur prêter main-forte pour la définition des contenus et de la muséographie.
Dans les demandes faites à l’architecte figuraient, entre autres, l’obligation de créer un double parcours et de concevoir un cheminement par des rampes inclinées qui permettraient, dans chaque salle, de contempler les objets archéologiques en surplomb, comme les découvrent les archéologues lors des fouilles. Le double parcours en question reposait sur le principe de salles principales, destinées à un public non averti et censées présenter le quotidien des peuples du passé tel que le ferait un musée de société, et de salles secondaires conçues sur le modèle des galeries d’étude, la référence en la matière étant la galerie d’étude du musée national des Arts et Traditions Populaires à Paris, que l’on doit à Georges-Henri Rivière justement.
L’ensemble des éléments muséographiques a été dessiné et livré par Roland Simounet. La muséographie choisie, minimaliste, s’est voulue la plus discrète possible, laissant le devant de la scène à l’objet et à la reconstitution des modes de vie du passé.
Le milieu des années 1970 et le début des années 1980 connaissent une évolution dans le paysage des musées en France. Sous l’impulsion de l’État, en particulier à partir de 1982 grâce à l’action des directions régionales des affaires culturelles, fraichement créées par les lois de déconcentration de François Mitterrand, beaucoup de collectivités locales se lancent dans d’importantes rénovations ou dans des créations d’équipements muséaux nouveaux. Cette dynamique, basée sur l’idée que le patrimoine et la culture participent au développement du territoire, va se poursuivre tout au long des années 1980 et les porteurs de projets feront appel aux meilleurs architectes de leur temps pour réaliser des lieux qui devaient être des vitrines de la culture au niveau local, régional ou national. Ces créations ou rénovations touchent les musées de Beaux-Arts, mais aussi les musées de sciences et techniques, les musées d’archéologie, les muséums ou les musées de sites (historiques, industriels ou archéologiques). Le musée de Préhistoire d’Ile-de-France occupe une place particulière dans cette histoire car il est alors le premier musée créé en France ex nihilo, mis à part le centre Georges-Pompidou qui est un grand projet présidentiel. Musée spécialisé en Préhistoire, le musée de Nemours vient combler un vide important pour la Préhistoire de cette vaste zone géographique qu’est le Bassin parisien.
Le bâtiment a fait l'objet d'une importante campagne de rénovation ayant occasionné plus de huit mois de fermeture au public en 2018.

## Description
Deux circuits de visite sont proposés au public :
- le circuit principal (salles numérotées de 1 à 7) retrace chronologiquement les aspects généraux de la Préhistoire régionale (durée de la visite 1h30 environ) ;
- le circuit d’approfondissement (numéroté en bis) comporte quatre salles supplémentaires qui complètent le circuit principal. Il est possible à tout moment de passer du circuit principal au circuit d’approfondissement.

La rampe d’accès est ornée de panneaux illustrant l’évolution de l’Homme depuis l’Australopithèque jusqu’à l’Homme moderne (Homo sapiens).

### Salle 1 – Reconstitution archéologique
Un moulage (30 m2) d’un secteur du site d’Étiolles (Essonne) restitue les méthodes de fouilles d’un campement de chasseurs nomades de la fin du Paléolithique (vers 14 000 ans avant le présent). Les archéologues procèdent à un décapage minutieux du sol, dégageant chaque vestige à l’aide d’outils adéquats (truelle, pinceau, outils de dentiste). L’espace fouillé est divisé en zones d'un mètre carré, matérialisées par des ficelles. Un numéro est attribué à chaque carré, permettant de dresser des plans et d’inventorier l’ensemble des découvertes. Un regroupement de pierres, par exemple, correspond à un foyer autour duquel la taille du silex a laissé de nombreux témoins (préparation des blocs, débitage de lames en série qui serviront de support pour fabriquer les outils de la vie quotidienne).

### Salle 2 – Paléolithique inférieur et moyen
Le Pléistocène moyen et supérieur, de 781 000 à 11 700 ans avant le présent (AP), correspondent à une longue période marquée par un climat glaciaire où alternent des périodes froides (glaciations) et des périodes plus brèves de réchauffement (périodes interglaciaires). Un tableau chronologique présente les anciennes périodes glaciaires et interglaciaires, telles qu'elles étaient autrefois définies dans le système des glaciations alpines, ainsi que les faunes correspondantes.
Les restes de faune présents dans les vitrines évoquent une période froide avec la présence du mammouth, du rhinocéros laineux, du cerf mégacéros, du bison et du cheval.
En l’absence d’élément de squelette humain connu pour ces périodes dans la région, la présence de l’Homme est attestée par la découverte d’outils en pierre taillée, où le biface constitue le modèle emblématique de l'Acheuléen (Paléolithique inférieur).
La coupe stratigraphique présentée dans la salle, et prélevée à Vernou-la-Celle-sur-Seine, montre différents niveaux de dépôts d’alluvions de la Seine, ainsi que les tufs (dépôts calcaires) superposés qui ont livré des empreintes fossiles de végétaux. Celles-ci ont permis d’identifier des plantes comme les figuiers, l’arbre de Judée, révélant un paysage d’une phase interglaciaire à climat chaud et semi-humide reconstitué dans le jardin attenant à la salle.

### Salle 3 – Paléolithique supérieur
Le Paléolithique supérieur (de 45 000 à 11 700 ans AP) est marqué par un outillage lithique plus élaboré. La découverte d’ateliers de taille à Étiolles et aux Tarterêts (Essonne) a permis aux chercheurs, en reconstituant les blocs de silex à la manière d’un puzzle, de comprendre les méthodes d’obtention de grandes lames pouvant atteindre jusqu’à 60 cm de longueur. En les utilisant brutes, ou transformées en outils, les hommes de Cro-Magnon ont pu confectionner des armes efficaces pour la chasse aux rennes, et travailler des matériaux comme le bois, les ramures de renne (harpons, pointes de sagaies), l’os (fabrication d’aiguilles à chas), ou la peau d’animaux (confection de vêtements, couvertures, tentes).
Depuis mai 2011, le musée présente la pierre gravée d’Étiolles, mise en dépôt par le département de l’Essonne. Cet objet, âgé de 14 500 ans AP, est finement gravé d’animaux et d’une créature mi-humaine mi-animale. Il constitue un témoignage rarissime de l’art magdalénien en Île-de-France.

### Salle 4 – Moulage d'une partie du sol du site de Pincevent
Le moulage de sol exposé (60 m2) reproduit un secteur du site de Pincevent (La Grande-Paroisse, Seine-et-Marne). Il est accompagné d’un spectacle audiovisuel de 18 min expliquant les conditions de découverte et de fouille de ce site. Les études réalisées ont permis de reconstituer la vie quotidienne des chasseurs de rennes qui fréquentaient la vallée de la Seine, il y a 12 000 ans.

### Salle 5 – Mésolithique
En 1984, les fouilles menées par Daniel et Claude Mordant à Noyen-sur-Seine, dans les dépôts tourbeux d’un ancien bras de la Seine, ont livré un ensemble exceptionnel d’objets en bois gorgés d’eau datant du Mésolithique : nasses pour la pêche, vanneries et une pirogue monoxyle en pin. L’émergence de la forêt, liée au radoucissement climatique qui se produit à partir de 9700 av. J.-C., voit proliférer des espèces comme les cerfs, les chevreuils, les sangliers. Les hommes maitrisent désormais parfaitement une nouvelle arme de chasse plus efficace sous le couvert forestier : l’arc. Les pointes de flèches sont constituées de petites armatures en silex de formes géométriques appelées microlithes (plusieurs séries sont exposées dans la salle 3 bis).

### Salle 6 – Néolithique
Le Néolithique est la période où l’agriculture, l’élevage, la poterie, le tissage et le polissage de la pierre apparaissent avec les premiers villages sédentaires.
Les fouilles d’une maison dite de « tradition danubienne », à Marolles-sur-Seine, illustrent la progression, le long du Danube, des nouveaux modes de vie et savoir-faire, qui atteignent notre région par l'expansion des populations néolithiques venues de l'Est.
Vers 3500 av. J.-C., au Néolithique moyen, des sites d’habitats fortifiés font leur apparition. Celui découvert à Noyen-sur-Seine, dans un méandre de la Seine, présente un système de fossés retranchés et a livré de très nombreux restes de poteries et des outils en silex.
Le processus de fabrication des haches taillées, destinées à être polies, est présenté de l’extraction de la roche (minière de Jablines en Seine-et-Marne) jusqu’au polissage (polissoir de Rumont situé dans le patio). À cette époque, l’apparition des minières et la production quasi industrielle de haches en silex résulte de l’intensification des mises en culture qui nécessitent d’importants défrichements des forêts primaires.
Les sépultures collectives de la Grande-Paroisse, de Marolles-sur-Seine (Seine-et-Marne), ainsi que le mobilier et la maquette de l’allée couverte de Presles (Val-d'Oise), témoignent de l’évolution et de la diversité des rituels funéraires, à la fin de la période néolithique, et de l’apparition des premiers objets métalliques (perle de cuivre de Marolles-sur-Seine).

### Salle 7 – Âges des métaux

#### Âge du bronze (2300 à800av. J.-C.)
La présentation de reconstitutions expérimentales permet d’évoquer la métallurgie du bronze (fusion aux alentours de 1 000 °C d’un alliage de cuivre et d’étain).
Les armes, outils et bijoux de bronze présentés dans les vitrines ont été découverts, soit isolément (notamment lors de dragages des cours d’eau, principalement de la Seine), soit en groupe. Il s’agit pour l’essentiel de dépôts réalisés volontairement (certains objets ont été fragmentés intentionnellement) sans qu’il soit toujours possible d’en connaitre précisément la raison (rites cultuels, thésaurisation du bronze, etc.).
À la fin de l’Âge du bronze, vers 1000 av. J.-C., la pratique de l’incinération se généralise comme en témoigne la tombe à incinération no 8 des Patures (Châtenay-sur-Seine, Seine-et-Marne). L’urne funéraire est généralement accompagnée d’objets d’offrande disposés à l’intérieur et à proximité du vase : des récipients de taille plus réduite (qui ont pu contenir des offrandes alimentaires ou d’autres matières périssables), des objets métalliques, des éléments de parure, etc. De nombreux autres exemples de tombes à incinération de la fin de l’Âge du bronze ou du début de l’Âge du fer sont présentés en salle 7 bis.

#### Âge du fer  (800 à25av. J.-C.)
Du premier Âge du fer (ou période de Hallstatt) datent les poteries de Chartrettes (Seine-et-Marne) et de massifs bracelets en bronze. Du deuxième Âge du fer (ou période de La Tène), sont présentées des poteries provenant d’habitats et du mobilier issu de sépultures, dont le moulage d’un très beau poignard, objet exceptionnel découvert à Châtenay-sur-Seine (Seine-et-Marne) et un casque italo-celtique en feuille de bronze.
Les monnaies gauloises et les importations romaines (amphores) témoignent du passage progressif aux époques historiques. La conquête de la Gaule par Jules César, entre 58 et 51 av. J.-C., accélère considérablement la romanisation débutée dans le midi de la France trois générations auparavant. L’introduction de l’écriture marque la fin des temps préhistoriques et permet une ultime évocation, celle du monde gallo-romain et de son artisanat grâce, en particulier, aux verreries de Bailleul-sur-Thérain (Oise).
Le parcours de visite s’achève par la présentation d’une grande barque d’époque carolingienne découverte dans un ancien chenal de la Seine à Noyen-sur-Seine (Seine-et-Marne).